# Василій Жбогар
Василій Жбогар  (словен. Vasilij Žbogar, 4 жовтня 1975) — словенський яхтсмен, олімпійський медаліст.

## Виступи на Олімпіадах
| Олімпіада   | Дисципліна | Місце |
| ----------- | ---------- | ----- |
| Сідней 2000 | Фін        | 19    |
| Афіни 2004  | Фін        | 3     |
| Пекін 2008  | Лазер      | 2     |
| Ріо 2016    | Фін        | 2     |